# Kamajka
Kamajka (ros. Камайка) – wieś (dieriewnia) w Rosji, w obwodzie penzeńskim, w rejonie penzeńskim. W 2021 liczyła 70 mieszkańców.